# マッティア・リベラリ
マッティア・リベラリ（Mattia Liberali, 2007年4月6日 - ）は、イタリアのロンバルディア州カラーテ・ブリアンツァ出身のプロサッカー選手。セリエBのUSカタンザーロ1929所属。ポジションはミッドフィールダー。

## 経歴
2015年よりACミランのユースアカデミーに加入。
2023年7月に最初のプロ契約を結んだ。
2024-25シーズン開幕前、2024年7月31日にレアル・マドリードとの親善試合に出場した。8月10日、新たに創設されたリザーブチームのミラン・フトゥーロでプロデビューした。2024年12月15日セリエA第16節、対ジェノア戦にてクリスチャン・プルシック及びユヌス・ムサの離脱によりトップチーム招集スタメン出場。後半62分にフランチェスコ・カマルダと戦術的交代するまでプレイした。この試合でトップチームデビューを果たす。
2025年8月8日、USカタンザーロ1929へ完全移籍した。契約期間は2029年6月30日まで。

## 代表歴
2022年から世代別のイタリア代表に選出されている。

## プレースタイル
主にセントラルミッドフィールダーを務める。元イタリア代表のアレッサンドロ・コスタクルタはリベラリのプレースタイルをフィル・フォーデンと比較している。

## タイトル

### 代表
- U-17イタリア代表
  - UEFA U-17欧州選手権：1回（2024）